# Hyza
Hyza OSB († 30. ledna 1030, též Hyzo, Hizzo nebo Izzo) byl 5. pražský biskup.

## Život
Hizzo byl benediktinský mnich z německých zemí, který již jako mladý vstoupil do benediktinského kláštera v Břevnově. Později byl povolán k pražské metropolitní kapitule, kde se zanedlouho stal proboštem.
Po smrti pražského biskupa Ekharda byl Hizzo zvolen jeho nástupcem. Na biskupa byl vysvěcen 29. prosince 1023 v Bamberku z rukou mohučského metropolity Ariba. Hizzo byl zřejmě štědrý muž, věnoval se péči o chudé, nemocné a o vězně.